# Vitaskolen Bohr
Vitaskolen Bohr er en afdeling af Bohrskolen i Esbjerg, som er taget i brug fra 1. august 2014.
Skolen er en del af folkeskolen Bohrskolen, som også består af Fourfeldt og Ådal.
Eleverne fra de to forhenværende skoler, Blåbjerggårdskolen og Vestervangsskolen flyttede til Vitaskolen i august 2014.

## Linjer på Vitaskolen Bohr
Der er 5 forskellige linjer på Vitaskolen Bohr:
- Den almene linje
- Multiflexlinjen
- Da Vinci linjen
- Eliteidrætslinjen
- Linje S